# Proboscina lamellifera
Proboscina lamellifera är en mossdjursart som beskrevs av Ferdinand Canu och Ray Smith Bassler 1930. Proboscina lamellifera ingår i släktet Proboscina och familjen Oncousoeciidae. Inga underarter finns listade i Catalogue of Life.